# Bombardement de Katyr-Yurt
Le bombardement de Katyr-Yurt (Tchétchénie) du 4 février 2000, soit deux jours avant la chute de Grozny, fit plusieurs centaines de victimes civiles (les estimations vont de 170 à 363) au cours d'une opération des forces armées russes dans le cadre du conflit tchétchène.

## Histoire
Situé à l'arrière du front et considéré comme partie de la « zone de sécurité » sous occupation russe, le village fut ciblé en raison de la présence d'insurgés tchétchènes qui auraient infiltré le village, utilisant, selon le gouvernement russe, les habitants comme bouclier humain.
Il atteint une certaine notoriété, d'une part parce que le village fut victime d'un bombardement aérien et de tirs d'artillerie alors même que de nombreux civils étaient présents, d'autre part parce qu'un convoi de réfugiés, doté d'un drapeau blanc, fut lui aussi frappé ,, comme ce qui s'était passé dans l'affaire Isayeva, etc. Le village avait déjà été bombardé en 1995 et 1996,.
Surtout, plusieurs victimes ou proches de ces dernières ont porté plainte devant la Cour européenne des droits de l'homme (CEDH), obtenant gain de cause, celle-ci considérant notamment que :
«  l'usage de l'artillerie et de bombes aériennes dans une zone habitée, en dehors d'une situation de guerre [officiellement, le conflit tchétchène est considéré par la Russie comme une opération de maintien de l'ordre] et sans évacuation préalable des civils, était impossible à réconcilier avec le degré de prudence attendu d'un organisme de maintien de l'ordre dans une société démocratique  »
Selon certains journalistes, dont John Sweeney (en) du Guardian, l'armée russe aurait aussi fait usage de vacuum bombs ou fuel-air explosive, une arme thermobarique: une bombe larguée par parachute et qui dégage un gaz incendiaire hautement volatil, qui explose peu après. Le sujet ne fut pas approché par la CEDH dans l'affaire Abuyeva (bien que le §53 fait état d'une bombe larguée par parachute). En revanche, l'affaire Zara Isayeva (distincte de l'affaire homonyme suscitée) en fait état (§165, entre autres) .